# Marcelo Martorell
Marcelo Raúl Martorell (ur. 1 marca 1945 w Salcie, zm. 16 czerwca 2024) – argentyński duchowny rzymskokatolicki, w latach 2006–2020 biskup Puerto Iguazú.

## Życiorys
Święcenia kapłańskie przyjął 29 czerwca 1970 i został inkardynowany do archidiecezji Córdoba. Był m.in. wykładowcą miejscowego seminarium, ekonomem archidiecezjalnym, proboszczem kilku parafii w Córdobie oraz wikariuszem generalnym archidiecezji.
3 października 2006 papież Benedykt XVI mianował go biskupem Puerto Iguazú. Sakry biskupiej udzielił mu 8 grudnia 2006 abp Adriano Bernardini.
8 maja 2020 przeszedł na emeryturę. Zmarł 16 czerwca 2024.